# Apechoneura vieja
Apechoneura vieja är en stekelart som beskrevs av Ian D. Gauld 2000. Apechoneura vieja ingår i släktet Apechoneura och familjen brokparasitsteklar. Inga underarter finns listade i Catalogue of Life.